# Okresní soud v Jeseníku
Okresní soud v Jeseníku je okresní soud se sídlem v Jeseníku, který je co do počtu soudců jedním z nejmenších českých okresních soudů a jehož odvolacím soudem je Krajský soud v Ostravě – pobočka v Olomouci. Nachází se v moderní budově v Dukelské ulici s bezbariérovým přístupem a rozhoduje jako soud prvního stupně ve všech trestních a civilních věcech, ledaže jde o specializovanou agendu (nejzávažnější trestné činy, insolvenční řízení, spory ve věcech obchodních korporací, hospodářské soutěže, duševního vlastnictví apod.), která je svěřena krajskému soudu.

## Historie
Okresní soud se sídlem v dřívějším Frývaldově vznikl roku 1850, tehdy měl ale mnohem menší územní působnost, až roku 1945 bylo do jeho obvodu začleněno území zrušených okresních soudů v Cukmantlu, Javorníku a Vidnavě. Roku 1960 byl nicméně zrušen a jeho obvod začal náležet k Okresnímu soudu v Šumperku. Obnoven byl až k 1. lednu 1996 a z hlediska nepřetržitého trvání tak spolu s Vrchním soudem v Olomouci a Nejvyšším správním soudem patří k nejnovějším českým soudům.

## Soudní obvod
Obvod Okresního soudu v Jeseníku se shoduje s okresem Jeseník, patří do něj tedy území těchto obcí:
Bělá pod Pradědem •
Bernartice •
Bílá Voda •
Černá Voda •
Česká Ves •
Hradec-Nová Ves •
Javorník •
Jeseník •
Kobylá nad Vidnavkou •
Lipová-lázně •
Mikulovice •
Ostružná •
Písečná •
Skorošice •
Stará Červená Voda •
Supíkovice •
Uhelná •
Vápenná •
Velká Kraš •
Velké Kunětice •
Vidnava •
Vlčice •
Zlaté Hory •
Žulová